# Учуань (Чжаньцзян)
Учуа́нь (кит. упр. 吴川, пиньинь Wúchuān) — городской уезд городского округа Чжаньцзян провинции Гуандун (КНР).

## История
В первой половине V века, в эпоху Южных и северных династий, когда эти места находились в составе южной империи Сун, был создан уезд Пиндин (平定县). После объединения китайских земель в составе империи Суй уезд Пиндин был ликвидирован, и в 589 году был создан уезд Учуань (吴川县).
В 1899 году в соответствии с договором между Францией и Цинской империей часть прибрежной зоны уезда Учуань была передана в аренду Франции и вошла в состав сеттльмента Гуанчжоувань.
В 1947 году из уезда Учуань был выделен уезд Мэймао (梅茂县).
После того, как эти земли вошли в состав КНР, был образован Специальный район Наньлу (南路专区), и уезд вошёл в его состав. В августе 1950 года Специальный район Наньлу был переименован в Специальный район Гаолэй (高雷专区).
В 1952 году административное деление провинции Гуандун было изменено: были расформированы специальные районы, и уезд вошёл в состав Административного района Юэси (粤西行政区). В 1953 году уезды Учуань и Мэймао были объединены в уезд Умэй (吴梅县), который затем был вновь переименован в Учуань. В 1955 году было принято решение об упразднении административных районов, и в 1956 году уезд вошёл в состав Специального района Чжаньцзян (湛江专区).
В 1959 году уезды Хуасянь (化县) и Учуань были объединены в уезд Хуачжоу. В 1961 году Учуань был вновь выделен из уезда Хуачжоу в отдельный уезд.
В 1970 году Специальный район Чжаньцзян был переименован в Округ Чжаньцзян (湛江地区).
В сентябре 1983 года город Чжаньцзян и округ Чжаньцзян были объединены в городской округ Чжаньцзян.
26 мая 1994 года уезд Учуань был преобразован в городской уезд.

## Административное деление
Городской уезд делится на 5 уличных комитетов и 10 посёлков.

## Экономика
Является крупным центром пуховой промышленности. 